# Otakar Červinka
Otakar Červinka (25. září 1846 Praha – 28. dubna 1915 Beroun) byl český básník ruchovské generace, autor zejména epických skladeb z vlasteneckou tematikou.

## Životopis
Dětství prožil v Ostředku, kde měl své panství jeho otec, dr. Václav Červinka. Jeho bratr Václav byl manželem Marie Červinkové-Riegrové, další z bratrů Jaroslav se stal generálem a Miloš básníkem. Sestra Marie byla provdána za právního historika Bohuslava Riegra. Vystudoval gymnázium, pak absolvoval studium filozofie v Praze a vyšší hospodářskou školu v Táboře. Zprvu byl hospodářským úředníkem na různých velkostatcích, pak úředníkem na pražském magistrátu. Hodně cestoval po Evropě. Jeho přítelem byl spisovatel Svatopluk Čech.
Zemřel roku 1915 v Berouně a byl pohřben na Olšanských hřbitovech.

## Literární práce
Psal zpočátku hlavně poezii, vlastenecky laděné básně i povídky, některé z nich měl v Almanachu českého studentstva, jiné v Ruchu (1868). Dostal se i k napsání trojdílné kroniky.

### Veršované skladby
- 1872 Jan z Dubé
- 1875 Jan Žižka z Kalichu
- 1881 Aleš Romanov
- 1884 Husitská svatba
- 1892 Pohádka života

Posmrtně vyšly sbírky
- 1917 Povídky veršem
- 1921 Hus a Tábor

### Kronika
- 1900–1905 Z paměti našich otců

### Kniha
- 1900 Boj s kapitálem (román)